# 陆忠伟
陆忠伟（1953年10月—），上海人，汉族，中华人民共和国政治人物、第十一届全国政协委员。

## 生平
文革期间，陆忠伟下放北大荒8510农场四年。 
1977年，毕业于黑龙江大学外语系日语专业，后供职于中国现代国际关系研究院。1985年，担任东亚研究室副主任，研究日本问题。1992年，升任东亚研究室主任。1993年，升任副所长。1999年，担任所长。2003年，担任中国现代国际关系研究院院长。
2008年，当选第十一届全国政协委员，代表社会科学界，分入第三十二组。并担任外事委员会专委。2009年，两会期间建议中国关注粮食安全问题。曾领导天津市国家安全局。
2011年，担任中华人民共和国国家安全部副部长；同年，8月陪同王乐泉访问巴哈马。当年，其秘书李辉被国安部识破为美国中情局间谍，他向美国提供了大量情报，其中包括国安部和公安部之间内斗的情况。陆忠伟受到一定牵连，但只被认为是用人失察，受到处分而提前退休。